# Amhara (provincie)

Vlag van Amhara

Locatie van Amhara in Ethiopië

Amhara of Bet Amhara ("het huis van de Amhara") was een middeleeuwse provincie van Ethiopië, gelegen in de huidige regio Amhara en de provincie Wollo (in 1996 opgeheven). Het bevond zich ten zuiden van de provincies Wag en Lasta en is de naamgever van de taal Amhaars, die op haar beurt weer de naamgever is van de Amharen.